# Diane Parry
Diane Parry (Niza, 1 de septiembre de 2002) es una tenista profesional francesa. 
Parry tiene un ranking de individuales WTA más alto de su carrera, No. 58, logrado el 24 de octubre de 2022. También tiene un ranking WTA más alto de su carrera, No. 141 en dobles, logrado el 24 de abril de 2023. Fue la número 1 del mundo junior en 2019.
Hizo su debut en el Abierto de Francia en 2017 en la categoría dobles junto a Giulia Morlet. Finalmente la pareja fue derrotada por Kiki Bertens y Johanna Larsson.
Representó a su país en los Juegos Olímpicos de la Juventud 2018 celebrados en Buenos Aires, Argentina, donde compitió en las categorías individual y dobles femenino y mixto.

## Títulos WTA (2; 0+2)

### Dobles (2)
| Leyenda              |
| -------------------- |
| Grand Slam (0)       |
| Juegos Olímpicos (0) |
| WTA Finals (0)       |
| WTA 1000 (0)         |
| WTA 500 (0)          |
| WTA 250 (2)          |

| N.º | Fecha                 | Torneo  | Superficie    | Pareja       | Oponentes en la final         | Resultado |
| --- | --------------------- | ------- | ------------- | ------------ | ----------------------------- | --------- |
| 1.  | 26 de febrero de 2023 | Mérida  | Dura          | Caty McNally | Wang Xinyu Wu Fang-hsien      | 6-0, 7-5  |
| 2.  | 30 de julio de 2023   | Lausana | Tierra batida | Anna Bondár  | Amina Anshba Anastasia Dețiuc | 6-2, 6-1  |

#### Finalista (1)
| N.º | Fecha               | Torneo     | Superficie | Pareja       | Oponentes en la final             | Resultado        |
| --- | ------------------- | ---------- | ---------- | ------------ | --------------------------------- | ---------------- |
| 1.  | 16 de junio de 2024 | Nottingham | Hierba     | Harriet Dart | Gabriela Dabrowski Erin Routliffe | 7-5, 3-6, [9-11] |

## Títulos WTA 125s

### Individuales (2–2)
| Resultado | Fecha                   | Torneo       | Superficie    | Oponente       | Puntaje       |
| --------- | ----------------------- | ------------ | ------------- | -------------- | ------------- |
| Finalista | 7 de noviembre de 2021  | Buenos Aires | Tierra batida | Anna Bondár    | 3-6, 3-6      |
| Campeona  | 21 de noviembre de 2021 | Montevideo   | Tierra batida | Panna Udvardy  | 6-3, 6-2      |
| Campeona  | 21 de mayo de 2023      | París        | Tierra batida | Caty McNally   | w/o           |
| Finalista | 10 de diciembre de 2023 | Montevideo   | Tierra batida | Renata Zarazúa | 5-7, 6-3, 4-6 |

## Finales de ITF (1-0)

### Dobles (1-0)
| Resultado | N.º | Fecha | Torneo   | Superficie | Compañera        | Oponentes                         | Marcador |
| --------- | --- | ----- | -------- | ---------- | ---------------- | --------------------------------- | -------- |
| Victoria  | 1.  | 2017  | Hammamet | Arcilla    | Yasmine Mansouri | Dominique Karregat Caroline Roméo | 6–1, 6–1 |